# Ди Бласио, Рауль
Рау́ль Ди Бла́сио (Рау́ль Ди Бла́зио; исп. Raúl Di Blasio; род. 14 ноября 1949 года) — аргентинский пианист и композитор.

## Биография
Рауль Ди Бласио родился в Сапале, Аргентина, в семье небогатого фермера, имевшего маленький рынок. В шесть лет проявил большой интерес к игре на фортепиано, и родители одобрили занятия музыкой. Более четырёх лет семья не могла позволить себе купить пианино, и Рауль занимался только на инструментах своих учителей. Совершенствуясь на инструменте, он начал играть Бетховена, Рахманинова, Листа и проявил незаурядный талант пианиста. Увлекался также и игрой латиноамериканской музыки, такой как танго и босса нова.
В подростковом возрасте, услышав The Beatles, Ди Бласио был поглощён рок-н-роллом. В 17 лет, к ужасу своих родителей, он создал свою рок-группу Los Diabólicos, которая позднее добилась некоторого успеха на национальном уровне и продолжала существовать до 1973 года.
В 18 лет, по настоянию родителей, Рауль поступает в инженерный колледж, но быстро его забрасывает, увлечённый только музыкой.
В 20 лет он переезжает в Буэнос-Айрес, где начинает усиленно заниматься на фортепиано, играя порой по 12 часов в день. «Я всё нашёл в фортепиано», — говорил в интервью Ди Бласио, — «Это основа, фундамент всех видов музыки. И оно всегда было центром моей музыкальной жизни.»
После распада рок-группы в 1973 году Ди Бласио решает начать карьеру классического пианиста. Приобретя некоторую известность на родине, он отправляется путешествовать по Латинской Америке, пытаясь организовать себе концерты тут и там, но большого успеха не имеет.
В 1978 году, устав от путешествий, Ди Бласио принял должность штатного пианиста в курортном отеле в чилийском городе Винья-дель-Мар. По признанию Ди Бласио, платили там мало, едва хватало на жизнь, но это позволило ему много играть и совершенствоваться. Он начал заниматься джазом, импровизацией, пытаясь сочетать латиноамериканскую, популярную и классическую музыку, что с этого момента и стало его фирменным стилем. По собственному признанию, именно тогда, подбросив монетку и получив от судьбы подсказку, Ди Бласио принял окончательное решение посвятить всю свою жизнь музыке. Создал небольшой джазовый ансамбль. Спустя несколько лет на собственные сэкономленные деньги он выпустил свой первый альбом на маленькой полупрофессиональной студии. Альбом был замечен чилийскими продюсерами и в 1983 году перевыпущен на студии EMI Chile. Альбом имел в Чили большой успех. За его простую манеру держаться, в прессе Ди Бласио прозвали «народным пианистом» (исп. El Pianista de Todos). Через два года последовал выпуск нового альбома, ставшего ещё более популярным, чем первый.
В 1987 году Ди Бласио перебирается в Америку, в Майами, где, подписав контракты с крупными лейблами Sony, BMG и RCA, c 1991 года записывает сначала три альбома, ставших популярными в основном в Латинской Америке, а затем в 1993 году альбом El Piano de América, принесший ему мировую известность. Сиквел El Piano de América 2 1994 года с аккомпанементом Лондонского симфонического оркестра был распродан более чем в миллионе экземпляров и стал «платиновым». Ди Бласио продолжил играть и записывать. В поддержку альбома Solo 1997 года Ди Бласио совершил турне по Дальнему Востоку, посетив Гонконг, Сингапур, Малайзию. Затем последовали альбомы Desde México: El piano De América, Christmas, Bohemia, De Mis Manos, альбом в бразильском стиле Brasileirinho и другие.
За свою карьеру Ди Бласио гастролировал в очень многих странах, выступал с Ричардом Клайдерманом, Хулио Иглесиасом, Майклом Болтоном, Алехандро Фернандесом, Марко Антонио Солисом, Кристианом Кастро, Росио Дуркаль, Армандо Мансанеро, Хуаном Габриэлем, Хосе Луисом Родригесом, Марко Антонио Мунисом, Хосе Хосе и другими.
Наибольшую известность Ди Бласио принесли композиции Otoñal, Piano его учителя Бебу Сильветти и Corazon De Niño.

## Дискография
- Alrededor del Mundo (1983)
- Canta Pino (1985)
- Sur de América (1991)
- Barroco (1991)
- En tiempo de amor (1993)
- Piano de América (1993)
- Piano de América Vol. 2 (1994)
- Latino (1995)
- Personalidad (1996)
- Solo (1997)
- Desde México: El piano De América (1998)
- Christmas (1999)
- Bohemia (совместно с Армандо Мансанеро, Марко Антонио Мунисом и Хосе Хосе; 1999)
- De Mis Manos (2000)
- Brasileirinho (2001)
- Gardel Tangos (2002)
- Clave de amor (совместно с Хосе Луисом Родригесом; 2003)
- Los Esenciales (2003)
- Primavera (2008)